# Tongues (Esham)
Tongues è l'ottavo album di Esham, pubblicato nel 2001.

## Tracce
| #  | Titolo                         | Featuring                      | Durata |
| -- | ------------------------------ | ------------------------------ | ------ |
| 1  | Walkin on da Flatline          |                                | 2:50   |
| 2  | Slippin out Amerikkka          | Mujahid                        | 2:05   |
| 3  | The D.                         |                                | 1:16   |
| 4  | I'm Dead                       |                                | 2:24   |
| 5  | Panic Attack                   | Violent J                      | 2:49   |
| 6  | Chemical Imbalance             |                                | 1:43   |
| 7  | God                            |                                | 2:26   |
| 8  | Detroit 101                    | Mastamind                      | 2:20   |
| 9  | Poetry                         |                                | 2:55   |
| 10 | Everyone                       |                                | 4:13   |
| 11 | Crash & Burn                   |                                | 3:16   |
| 12 | Mr. Negativity                 |                                | 2:43   |
| 13 | Pill Me (Feel My Prescription) | Jill O'Neil                    | 3:24   |
| 14 | Brain Surgery                  | Mastamind & Shoestring         | 3:00   |
| 15 | Devilshit                      | Kool Keith                     | 2:24   |
| 16 | All Night Everyday             | Kool Keith & Heather Hunter    | 4:55   |
| 17 | I Know                         | Brittany Hurd                  | 3:33   |
| 18 | So Selfish                     |                                | 3:54   |
| 19 | Envy the Sunshine              | Brittany Hurd & Santos         | 4:04   |
| 20 | Love                           | TNT                            | 3:17   |
| 21 | Gloczup                        |                                | 2:45   |
| 22 | Intro (Hallucinagenics)        |                                | 2:28   |
| 23 | Skydive                        |                                | 3:15   |
| 24 | Fuck a Lover                   | Shoestring, Bootleg & Ghetto E | 3:45   |

## Produzione
- Produttore: Esham
- Ideatori: Esham, Santos
- Mix: Esham, Santos
- Strumentazione: Esham, Santos
- Design: Esham, Santos
- Layout design: Esham, Santos